# احمدآباد (دامغان)
احمدآباد روستایی در دهستان قهاب صرصر بخش امیرآباد شهرستان دامغان استان سمنان ایران است.

## جمعیت
بر پایه سرشماری عمومی نفوس و مسکن در سال ۱۳۹۵ این روستا بدون جمعیت بوده‌است.